# Xã Stowe, Quận Allegheny, Pennsylvania
Xã Stowe (tiếng Anh: Stowe Township) là một xã thuộc quận Allegheny, tiểu bang Pennsylvania, Hoa Kỳ. Năm 2010, dân số của xã này là 6.362 người.